# William Kirby
William Kirby (Witnesham, Inglaterra, 19 de setembro de 1759 – Barham, Suffolk, 4 de julho de 1850) foi um entomologista e presbítero inglês.

## Vida e obra
Kirby obteve sua formação como presbítero em Ipswich e no Caius College na Universidade de Cambridge, que concluiu em 1781. Em 1782 foi designado para a paróquia de Barham em Suffolk, onde viveu e trabalhou em isolamento rural até o fim de sua vida.
Em seu tempo livre dedicou-se apaixonadamente à pesquisa da natureza, especialmente à entomologia. Sua primeira grande obra foi Monographia Apum Angliae (1802), um tratado de vários volumes sobre as abelhas de sua terra natal. Esta obra, a primeiro a lidar exclusivamente com esse grupo de animais, estabeleceu novos padrões no trabalho científico. Com base na sistemática de Carolus Linnaeus, descreveu um grande número de novas espécies de maneira surpreendentemente precisa e extensiva, tendo em vista as possibilidades limitadas de seu tempo. Ele introduziu um novo gênero no gênero de Linnaeus Apis um novo gênero (Melitta para as abelhas de língua curta), agrupando sua espécie de uma maneira que ainda existe em grande parte na forma do gênero atual. Este trabalho lhe rendeu grande reputação local e internacional.
Juntamente com seu amigo William Spence de Kingston upon Hull publicou a obra em quatro volumes Introduction to Entomology (1815–1826), o primeiro livro de ciência popular sobre insetos em inglês. Neste trabalho, um relato detalhado da entomologia, Kirby também introduziu um sistema de classificação baseado no trabalho de William Sharp MacLeay.